# Kamillianer

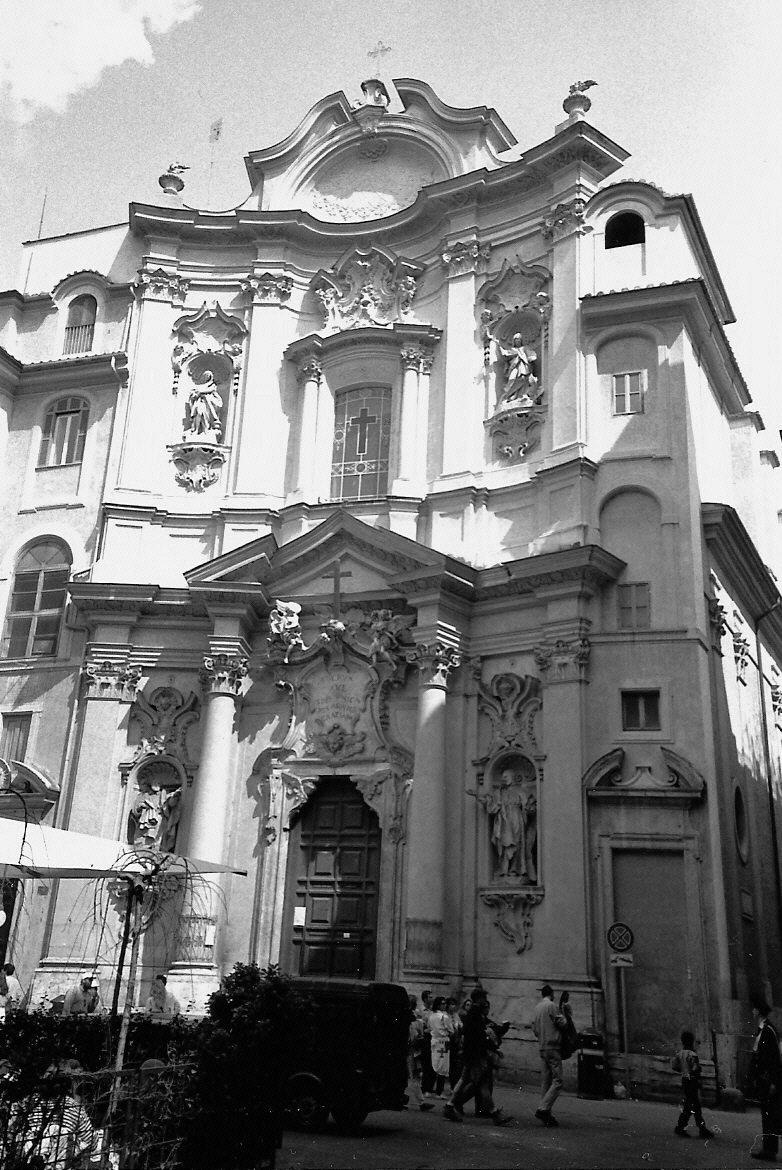
Kyrkan Santa Maria Maddalena i Rom – kamillianernas moderkyrka.

Kamillianer (latin: Ordo Clericorum Regularium Ministrantium Infirmis) är en romersk-katolsk regulärklerkorden, grundad i Rom 1582 av italienaren Camillo de Lellis.